# Spálená (Praha)
Spálená je ulice v centrální části města Prahy, na Novém Městě. Tvoří spojnici mezi Národní a Myslíkovou, respektive Karlovým náměstím.
Svůj název komunikace dostala podle požáru, který vypukl 3. června 1506 (dle jiných zdrojů k požáru došlo až 17. června) a zničil dvacet domů stojících v této ulici. Prvně se označení ulice objevuje roku 1518 a od té doby se beze změny používá.

## Historie

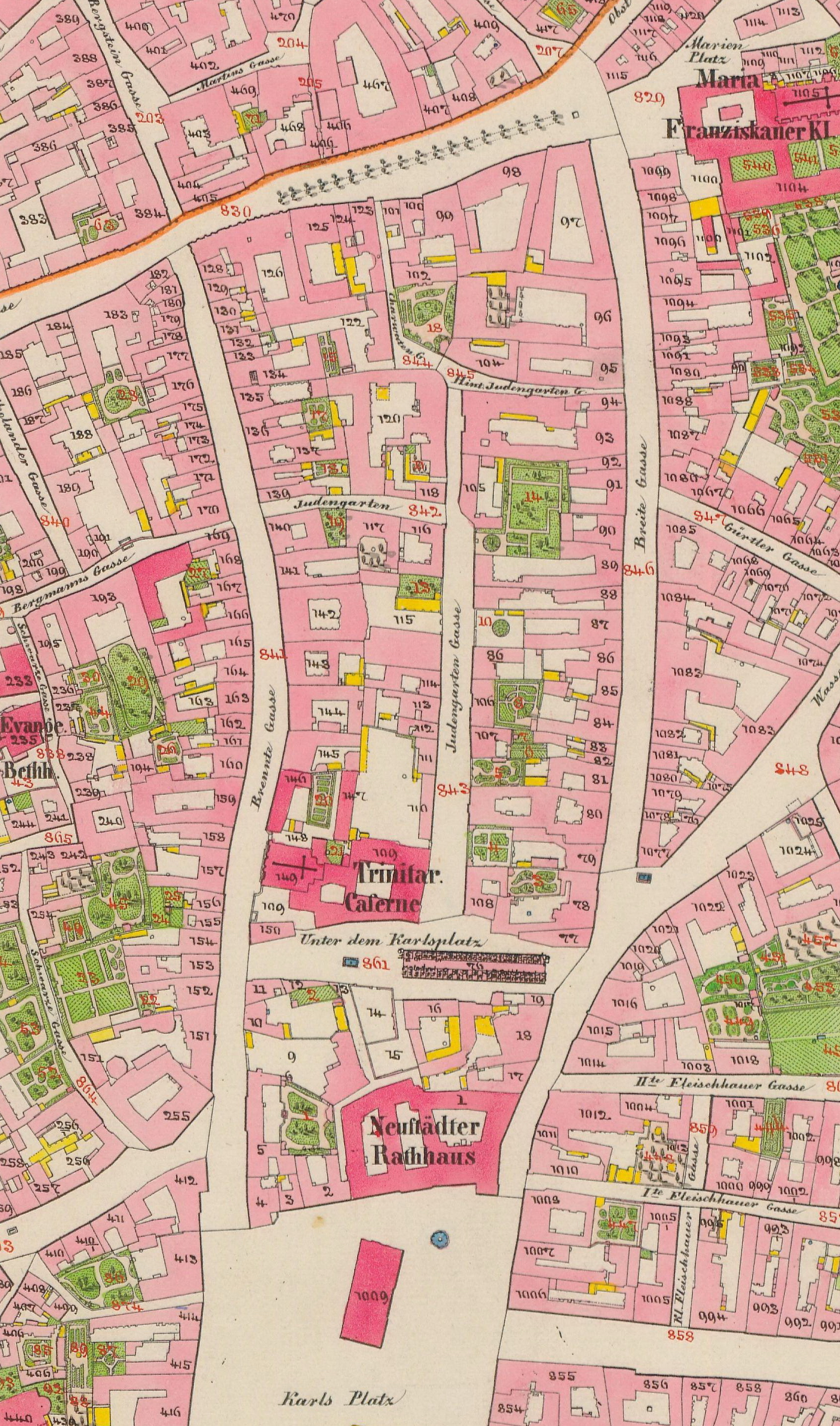
Spálená ulice na mapě stabilního katastru z roku 1852

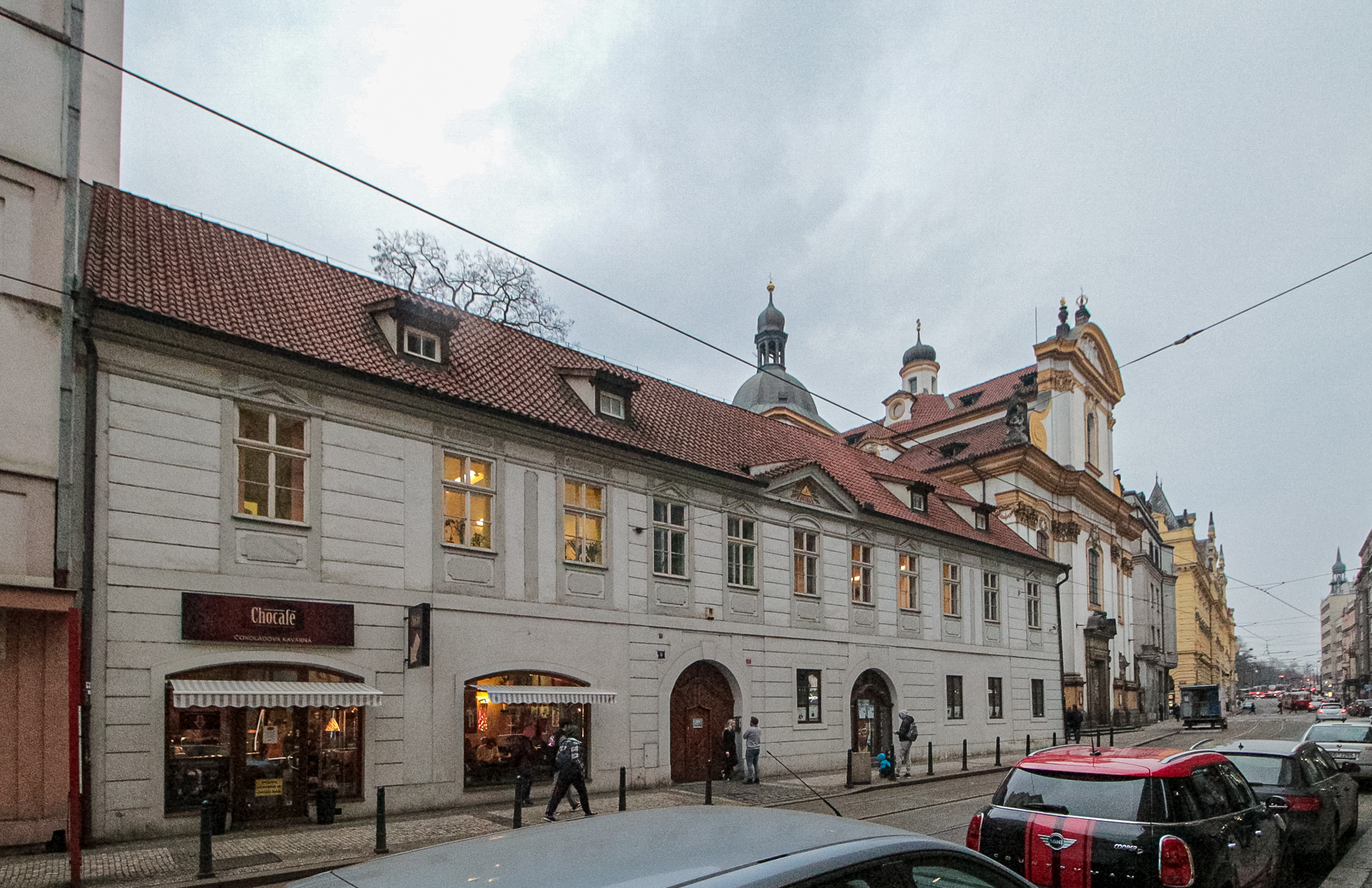
Spálená ulice, zbytek kláštera trinitářů s kostelem Nejsvětější Trojice

Ulice vznikla v místech někdejší středověké spojnice Vyšehradu a Pražského hradu, která tudy procházela. V oblasti Perštýna stávala Zderazská brána (někdy nazývaná také bránou svatého Martina Na Perštýně).
Dvojí zakřivení ulice svědčí o její starobylosti před vysazením Nového Města – lokátor musel respektovat starší zástavbu. Ve středověku měli v ulici své dílny kováři, kotláři, zámečníci, zbrojíři nebo nožíři, které dal panovník Karel IV. pro jejich hlučnost vystěhovat ze Starého Města. Protože v ulici existovalo několik kovářských dílen, začalo se jí říkat Kovářská. Posléze též Flašnéřská, podle flašnéřů, kteří pracovali s plechem podobně jako pozdější klempíři.
Dne 3. června 1506 zničil požár 20 domů, a proto se od roku 1518 ulice nazývá Spálená 

## Firmy a instituce
- Obchodní dům Máj
- Obchodní a administrativní budova Quadrio
- Studio Ypsilon
- Obchodní dům Olympic
- Česká pojišťovna
- Vysoká škola obchodní v Praze

## Pamětihodnosti

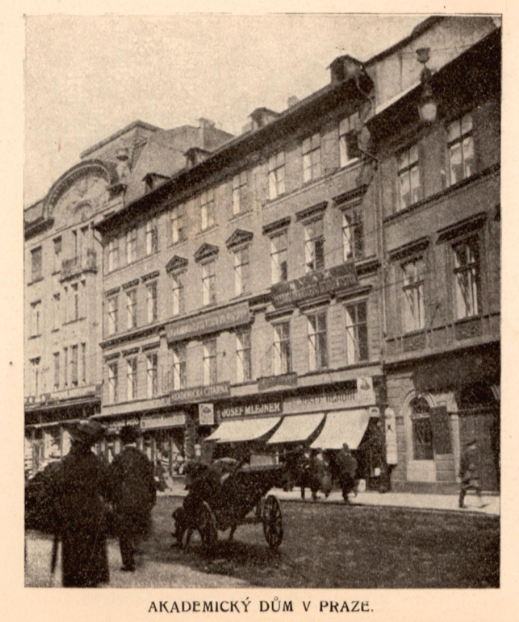
Již zbořená budova Akademického domu (dům U římského císaře, Spálená 78-II), na jejímž místě dnes stojí budova Městské polikliniky (dříve Studentský zdravotní ústav) s menzou (Spálená 78/12)

- kostel Nejsvětější Trojice s klášterem, jejž na přání trinitářů nechal vybudovat Jan Ignác Putz z Adlerthurnu podle architektonického návrhu Octavia Broggia. Přilehlý klášter trinitářů byl za reforem císaře Josefa II. zrušen, později přeměněn na kasárna (viz přiložená mapa) a roku 1899 většinově zbořen[3] a nahrazen dvěma velkými obytnými domy. Z kláštera zůstala stát stavba Spálená 80/8.[4][5]
- Spálená 6/2[6] – hlavní budova Městského soudu v Praze (na místě, kde stával kostel sv. Lazara

- Spálená 82/4 – obchodní a nájemní dům Diamant, Matěj Blecha a Emil Králíček(?), 1912–1913; bydlel zde například Adolf Hoffmeister
- Spálená 81/6 – domek na dvoře bývalé fary; číslo jsou na brance do dřívějšího areálu kláštera, která je dlouhodobě neprůchozí[9]
- Spálená 80–81/8 – zbytek kláštera trinitářů, který byl po zrušení kláštera přeměněn na faru kostela Nejsv. Trojice s domkem kostelníka, klasicistní dvojkřídlý dům, Pavel Wiedhoff, 1784 na starších základech
- Spálená 78/12 – obchodní a nájemní dům, původně Akademický dům, arch. Oldřich Tyl, 1928–1930 (viz obrázek vpravo a v eexterních zdrojích)
- Spálená 76/14 – kancelářský a nájemní dům, Osvald Polívka, 1907–1909 (budova První vzájemné české pojišťovny); před její výstavbou byl zbořen barokní Hildprandtovský palác, ve kterém bydlel například malíř Adolf Liebscher s manželkou.[10]
- Spálená 89/15 – vstup do Vilímkova průchodu spojujícího ulice Spálená (89/15) a Opatovická (160/18)
- Spálená 75/16 – obchodní a nájemní dům Olympic s kinem, Jaromír Krejcar, 1925–1928
- Spálená 74/18 – kancelářský a obchodní palác pojišťovny Dunaj (na místě klasicistního domu Pět růží), 1927–1928, Adolf Foehr, od roku 2010 je součástí nadace Kolowratových domů
- Spálená 90/17 a 91/19 – nájemní dům, klasicistní přestavby Ignác Palliardi 1806 a Heinrich Hausknecht, 1821–1823
- Spálená 63/22 – obchodní dům Máj (Tesco), arch. John Eisler a Miroslav Masák, 1972–1975
- Spálená 102/39 – nárožní dům do Ostrovní ulice „U zlaté kotvy“, středověké jádro, klasicistní přestavba, arch. J. K. Zobel 1800–1801 a stavitel Josef Liebl 1843
- Spálená 103/41 – nárožní dům do Ostrovní ulice „U Panny Marie Hromničné“ („U Šupů“), dva středověké objekty spojeny a přestavěny v baroku
- Spálená 104/43 – nájemní dům, klasicistní, návrh pravděpodobně Johann Heinrich Frenzel, 1845
- Spálená 108/51 – kancelářský dům, Bedřich Bendelmayer, 1927–1929; adaptace Karel Prager, 1994
- Spálená 112/55 – kancelářský dům, novobarokní se secesními dekorativními detaily, arch. Osvald Polívka, 1902–1903
- Spálená 113/57 – obchodní a nájemní dům, Bohumír Kozák, 1931–1932
- Spálená 114/59 – nájemní dům, funkcionalistický, Ferdinand Fencl, 1931–1933
- Mezi ulicemi Spálená, Purkyňova, Jungmannova a Lazarská v atriu budov je umístěn památník druhého nejstaršího pražského židovského hřbitova (tzv. Židovská zahrada)